# 3088 Jinxiuzhonghua
3088 Jinxiuzhonghua è un asteroide della fascia principale. Scoperto nel 1981, presenta un'orbita caratterizzata da un semiasse maggiore pari a 3,0172069 UA e da un'eccentricità di 0,0540972, inclinata di 10,23985° rispetto all'eclittica.
L'asteroide prende il nome dalla "Magnifica Cina", la più grande installazione panoramica in miniatura al mondo. Situata a Shenzhen, include ricostruzioni della Grande Muraglia, della Città Proibita e dell'Esercito di terracotta.